# Orange County Choppers
 (septembre 2015).
Orange County Choppers est un atelier créé par Paul Teutul senior en 1999 dans la petite ville de Montgomery dans le comté d'Orange (d'où le nom de l'entreprise) dans l'État de New York et qui a depuis fait sa renommée grâce à la série American Chopper (diffusée  sur la chaîne Discovery Channel).
Cela a permis à l'atelier d'être reconnu dans tous les États-Unis grâce à ses motos à thème et autres créations. De nombreux produits dérivés des membres de l'équipe (figurines articulées, mugs, stylo, T-shirts, etc.) ont également contribué à la célébrité de l'atelier.

## Personnels
- Paul Teutul senior
- Michael "Mikey" Teutul
- Rick Petko
- Jason Pohl
- Cody Connolly
- Nick Hansford
- Jim Quinn
- Christian Welter

## Fabrications célèbres
L'atelier est très prolifique. Il a produit, entre autres, les machines suivantes :
- Fire Bike
- P.O.W. Bike
- Black Widow Bike
- Comanche Bike
- Statue of Liberty Bike
- Old School Cody Project 2
- New York Jets Bike
- Mikey Blues Bike
- Jet Bike
- Christmas Bike
- Paul Sr. Bike
- Miller Bike
- Dixie Chopper
- Tool Bike (für Snap-on)
- Lance Armstrong Bike
- I, Robot Bike
- Mikey & Vinnie Bike
- Carroll Shelby Bike
- Lincoln Mark LT Bike
- Davis Love Bike
- Police Bike
- Junior's Dream Bike
- The CATerpillar Bike
- Gillette Bike
- Junior Series Chopper
- Senior Series Chopper
- Napa Drag Bike
- Jorge Posada Foundation Bike
- Shuttle Tribute Bike
- Rick's Bike
- Fantasy Bike
- Fantasy Bike 2
- Fantasy Bike 3
- Fantasy Bike 4
- David Mann Bike
- Bill Murray Bike
- Senior Vintage
- Billy Joel Bike
- Wendy's Bike
- Sunoco Bike
- Lugz Bike
- Eragon Bike
- Jay Leno Bike
- AMG bike

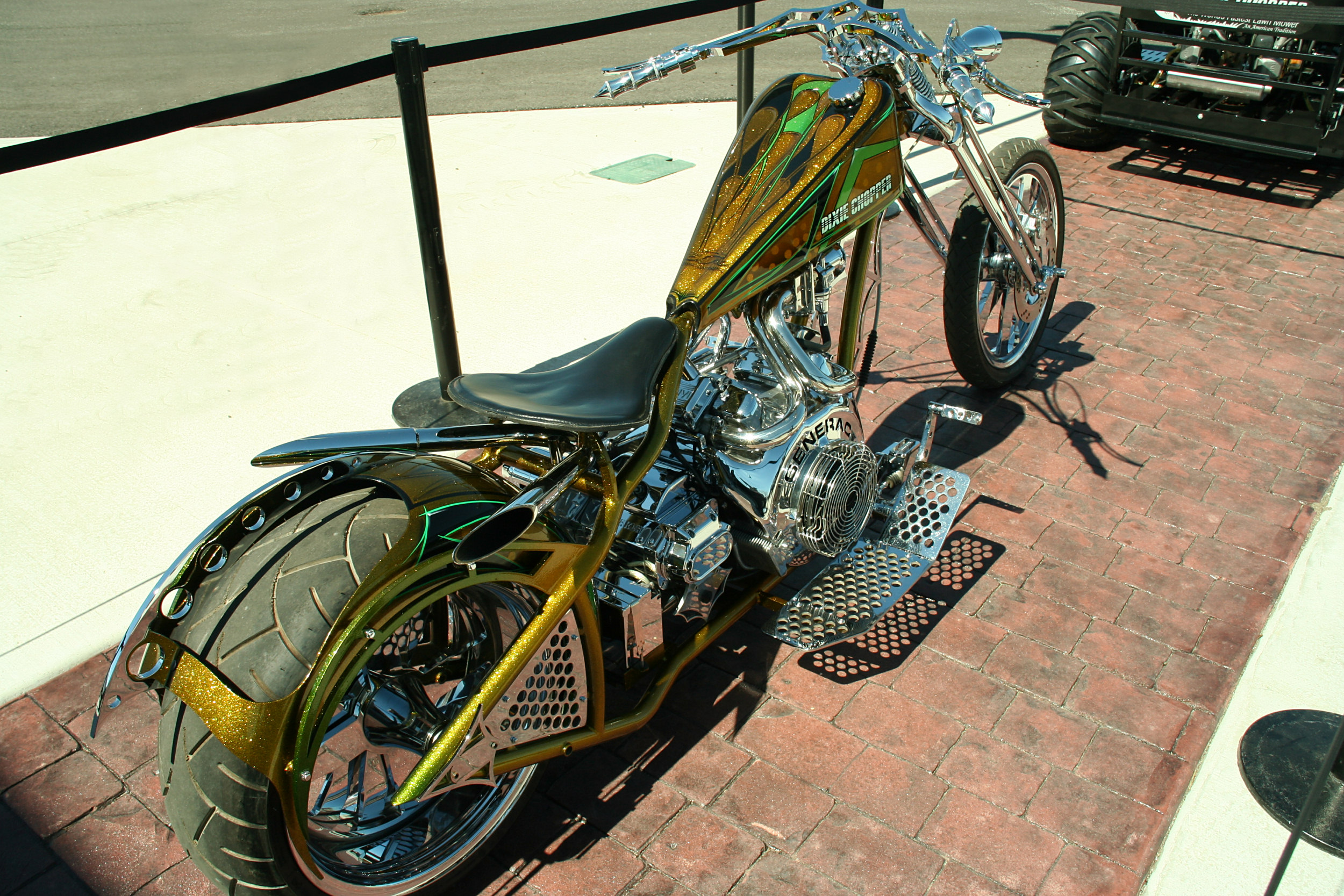
Dixie Chopper

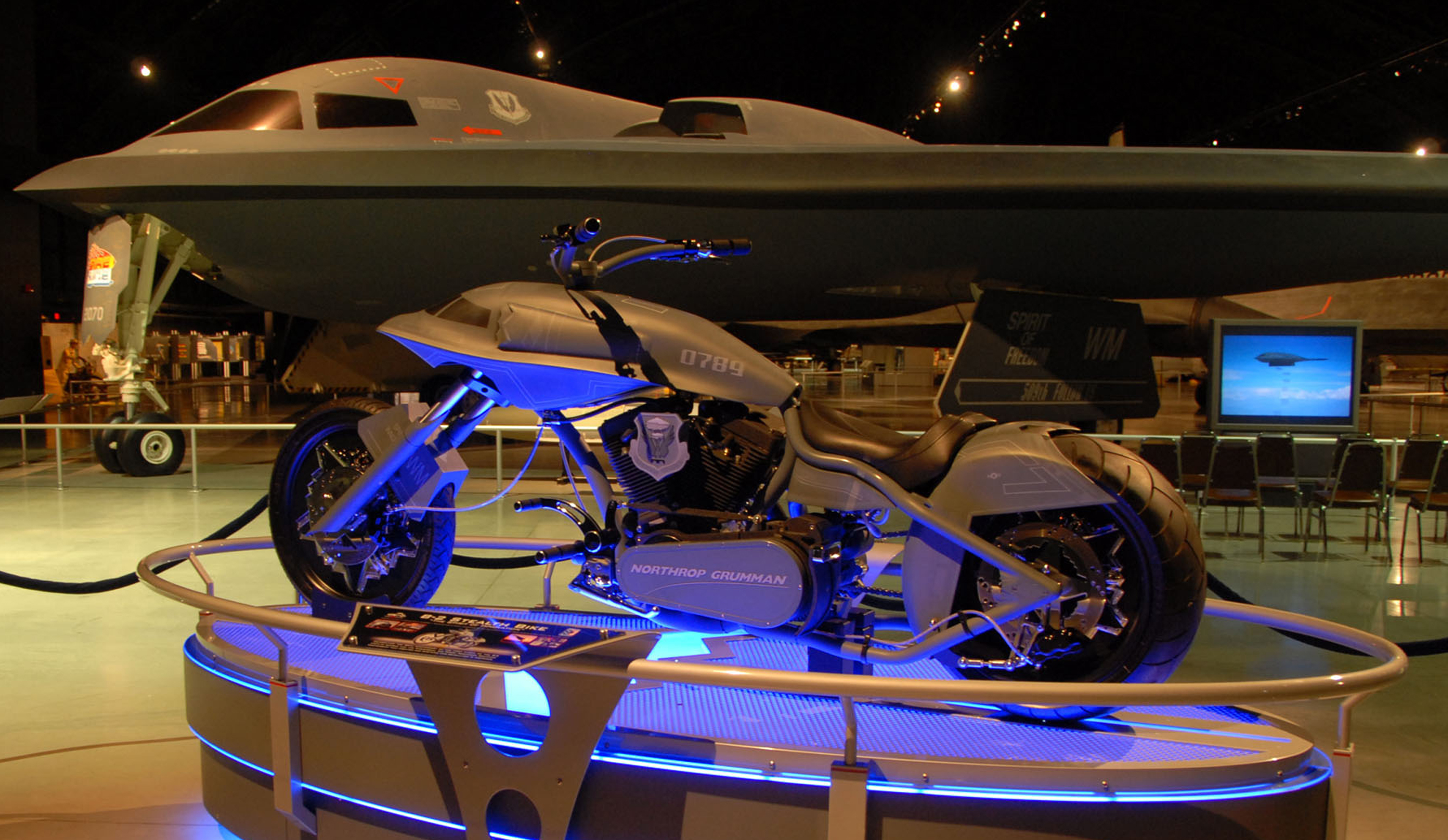
La Stealth Bike, conçue par Northrop Grumman et construit par Orange County Choppers exposée devant un B-2 Spirit.

- Stealth Bike, inspirée du Northrop B-2 Spirit